# Bill of attainder
Bill of attainder ("rättslöshetsakt"), var en parlamentsakt, med vilken i äldre tider engelska parlamentet med förbigående av de vanliga domstolarna kunde döma en person förlustig livet eller liv och gods utan nödvändigt stöd av gällande lag och ibland utan att den anklagade hörts av parlamentet.
Under Henrik VIII blev flera av kungens motståndare fällda genom av parlamentet efter kungens påtryckning utfärdade Bills of Attainder. Några av de mest kända fallen är troligen de medelst vilka Thomas Cromwell (1485-1540), drottning Katarina Howard (c. 1523-1542), Thomas Seymour, Thomas Wentworth, earl av Strafford och upprorsmannen Edward FitzGerald, som var den siste att dömas till döden genom en sådan akt. Praktiken har sedermera dött ut, och förklarats grundlagsvidrig i Kanada. I USA:s författning förbjuds uttryckligen antagandet av en Bill of Attainder, likaså av samtliga av delstaternas grundlagar.